# Sandra Faber
Sandra Moore Faber (* 28. prosince 1944 Boston) je americká astrofyzička známá především svým výzkumem evoluce galaxií. Působí na Kalifornské univerzitě v Santa Cruz a Lickově observatoři. Objevila spojitost mezi svítivostí galaxií a rychlostí jejich hvězd a je spoluautorkou Faberové–Jacksonova vztahu. Faber se rovněž podílela na návrhu Keckových dalekohledů.

## Vzdělání
Faber studovala fyziku, matematiku a astronimii na Swarthmore College. V roce 1966 získala bakalářský titul. V roce 1972 získala titul Ph.D. na Harvardově univerzitě. V této době měla přístup pouze do Národní observatoře Kitt Peak, která však neměla vybavení odpovídající složitosti její dizertační práce.

## Kariéra avýzkum
V roce 1972 začala pracovat na Lickově observatoři, která patří pod správu Kalifornské univerzity v Santa Cruz. V roce 1976 pozorovala vztah mezi svítivostí a spektry galaxií a kruhovou rychlostí a pohyby jejich hvězd. Tento zákon byl formulován jako Faberové–Jacksonův vztah, pojmenovaný po Faberové a jejím doktorandovi Robertu Jacksonovi. O tři roky později se svým spolupracovníkem Johnem S. Gallagherem publikovala klíčový vědecký článek, který obsahoval všechny důkazy o existenci temné hmoty. V roce 1983 publikovala původní výzkum, ve kterém dokázala, že temná hmota není složena z rychle se pohybujících neutrin, ale z pomalu se pohybujících částic, které dosud nebyly objeveny.
Kolem roku 1984 spolupracovala s Joelem Primackem, Georgem Blumenthalem a Martinem Reesem na vysvětlení teorie, že temná hmota byla součástí utváření a evoluce galaxií. Jedná se o první teorii utváření a vývoje galaxií od velkého třesku až po současnost. Ačkoliv některé detaily tohoto vědeckého článku byly prokázány jako nesprávné, i v současné době slouží jako uznávaný model. Se svými spolupracovníky objevila vysokorychlostní toky galaxií.
V roce 1985 se podílela na návrhu Keckových dalekohledů a vývoji prvního širokoúhlého planetárního fotoaparátu pro Hubbleův vesmírný dalekohled.
Během 80. let 20. století byla součástí osmiletého projektu s cílem katalogizovat velikosti a kruhové rychlosti 400 galaxií. Ačkoliv tento cíl splněn nebyl, výzkumná skupina objevila způsob odhadu vzdálenosti libovolné galaxie, který se stal jedním z nejspolehlivějších způsobů měření celkové hustoty vesmíru.
V roce 1990 se podílela uvedení do provozu na oběžné dráze širokoúhlého planetárního fotoaparátu pro Hubbleův vesmírný dalekohled. Optika Hubbleova vesmírného dalekohledu byla chybná a Faber a její tým se podíleli na zjištění příčiny sférické aberace.
Fabel byla také hlavní výzkumnicí týmu, který použil Hubbleův vesmírný dalekohled k hledání obřích černých děr ve středech galaxií.
Na Kalifornské univerzitě v Santa Cruz se zabývá především výzkumem evoluce struktury vesmíru a evoluce a vývoje galaxií. Kromě toho vedla vývoj nástroje DEIMOS pro Keckovy dalekohledy.